# Braga cichlae
Braga cichlae är en kräftdjursart som beskrevs av Schioedte och Frederik Vilhelm August Meinert 1881. Braga cichlae ingår i släktet Braga och familjen Cymothoidae. Inga underarter finns listade i Catalogue of Life.